# Hoplerythrinus cinereus
Hoplerythrinus cinereus es una especie de peces de la familia Erythrinidae en el orden Characiformes.

## Morfología
Los machos pueden llegar alcanzar los 20,2 cm de longitud total.

## Hábitat
Es un pez de agua dulce y de clima tropical.

## Distribución geográfica
Se encuentran en América: la Isla de Trinidad (Trinidad y Tobago).